# 莫斯布拉夫 (內布拉斯加州)
莫斯布拉夫（英語：Morse Bluff）是位於美國內布拉斯加州桑德斯縣的村。

## 人口
根據2020年美國人口普查的數據，莫斯布拉夫的面積為0.46平方千米，皆為陸地。當地共有人口117人，而人口密度為每平方千米254人。